# Корисні копалини Азії
Корисні копалини Азії

## Західна Азія
У Зах. А. встановлені родов. багатьох видів мінеральної сировини. За запасами нафти, природного горючого газу і самородної сірки Зах. А. займає 1-е місце у світі. Значні також запаси руд цинку, бариту, боратів, літію, корунду, ртуті, азбесту, фосфоритів, зал. руди, калійних солей, свинцю, вольфраму, міді, піриту, сурми, флюориту, целестину, бірюзи, лазуриту та ін.
Уперше промислові запаси нафти в Зах. А. виявлені на півд.-зах. Ірану в 1908 (родов. Мєсджєдє-Солейман). В кінці 20-х рр. почали експлуатуватися ряд родов. нафти, зокрема Киркук (Ірак), Гечсаран, Хефтгель (Іран). У 1932 відкрите гігантське газонафтове родов. Авалі на о. Бахрейн, а також гігантські газонафтові і нафтові родовища Пазенан і Агаджарі (Іран), Даммам, Абкайк Абу-Хадрія (Саудівська Аравія). У 1938 відкрите найбільше у світі родов. Вел. Бурган (Кувейт), в 1948 — Гавар (Саудівська Аравія). 50-60-і рр. виявлено понад 80 великих нафт. родов. У 70-х рр. виявлені гігантські газові родов. в півд.-сх. частині Перської затоки і на прилеглих до неї тер. Ірану, Катару, ОАЕ, Іраку. За запасами нафти Зах. А. займає провідне місце серед інш. регіонів світу: бл. 45 млрд т нафти і понад 20 трлн м3 газу. Переважна частина родов. нафти і газу пов'язана з найбільшим у світі нафтогазоносним басейном Перської затоки. Поодинокі поклади нафти і газу виявлені в інш. басейнах регіону (Іран, Афганістан, Ізраїль). До 90-х років XX ст. в країнах Зах. А. було відкрито 302 нафт. і газонафт. та 54 газових родовища. Основні розвідані запаси вуглеводнів знайдені в інтервалі глибин 1-3 км. Осн. продуктивні товщі — пермська, верхньоюрська, нижньокрейдова і олігоцен-нижньоміоценова.
Запаси кам. вугілля складають понад 23 млрд т, бурого — 3,3 млрд т. Всі розвідані запаси кам. вугілля сконцентровані в країнах Сер. Сходу — Туреччині, Ірані і Афганістані. Практично всі запаси бурого вугілля — в Туреччині (Анатолійський буровугільний бас.). Осн. родов. кам. вугілля в Туреччині зосереджені в півн.-зах. частині країни (бас. Зонгулдак). Більшість родов. вугілля в Ірані розташована в двох вугленосних бас. — Ельбурському і Тебеському (родов. Керманське, Бадаму та ін.).
Запаси урану в Зах. А. незначні і становлять бл. 9 тис. т (1998). Вони укладені в декількох родов. Туреччини (Саліхлі-Кьопрюбаші). Вміст в рудах U3O8 0,07-0,1 %. У турецькій частині Чорного моря відкриті великі скупчення уранових руд в донних осадах на глиб. 1-2 км.
Руди чорних металів. Загальні запаси зал. руди в Зах. А. складають бл. 14 млрд т, в тому числі розвідані — понад 3 млрд т (1998). Найважливіші в пром. відношенні — контактово-метасоматичні родов. Туреччини (Діврігі, Хасанчелебі), Ірану (Чогарт і ін.), Іраку (Аснава) із запасами руди 100—500 млн т (вміст Fe — 50-63 %, S — 0,1-2 %, P2О5 — 0,05-3,0 %, SiO2 — 2,0-33,0 %). Великі родов. представлені залізистими кварцитами в Саудівській Аравії (Ваді-Сававін) та ін., а також залізорудними метасоматитами в теригенно-карбонатних породах в Афганістані (Хаджігек) і ін. Осадові родовища, як правило, невеликі і зосереджені в Саудівській Аравії, Іраку, Йорданії, Афганістані, Сирії (запаси — сотні тисяч, десятки, рідко сотні млн т; вміст Fe — 23-64 %, S — соті частки %, Р2O5 — 0,01-0,45 %, Si02 — до 15 %).
Титаномагнетитові родовища. (Ємен) характеризуються значн. запасами руди — до 600 млн т, але низьким вмістом корисних компонентів (Fe — 15 %, TiO2 — 5,3 %) і високим вмістом шкідливих компонентів (Р2O5 — до 3,3 %).
Запаси марганцевих руд невеликі і складають понад 5 млн т. Запаси в основному зосереджені в осадових і докембрійських відкладах Йорданії (Ваді-Дана та ін.), в гідротермальних родов. Туреччини (Пероніт, Подіма, Улукьой і ін.) та Ірану, а також в металоносних мулах Саудівської Аравії — Атлантіс-11. Вміст Mn в осадових родов. — 38-43 %, в жильних — 25-45 %.
Запаси титану оцінюються 850 тис. т ільменіту, які зосереджені в невеликих ільменіт-цирконових прибережно-мор. розсипах Ємену. Вміст (кг/т): ільменіту 24-83, циркону 10-20, монациту 1-2. Запаси циркону становлять 130 тис. т, монациту 8 тис. т. В Ємені і Саудівській Аравії є також титаномагнетитові руди в основних породах, однак вміст TiO2 в них рідко перевищує 5 %.
Запаси хромових руд складають близько 40 млн т. — переважно в родов. Туреччини та Ірану. Невеликі родов. хромових руд є на Кіпрі (1 млн т), в Афганістані і Омані (160 тис. т). Всі родов. представлені пласто- і лінзовидними покладами масивних і вкраплених руд в ультраосновних породах. У Туреччині вони групуються в районах Гулеман, Бурса-Ескішехір і Мугла; вміст Cr2O3 в межах 22-56 %, Fe0 — 11-13,5 %, Al2O3 — 9-11 %, SiO2 — 5-11,5 %, відношення Сг до Fe 2,88:3,1. У Ірані родов. хромітів сконцентровані в районі Мінаб (Шахріар).
Руди кольорових металів. Запаси бокситів невеликі і становлять 217,5 млн т, в тому числі розвідані — понад 140 млн т. Основна частина загальних запасів (200 млн т) укладена в родов., розташованих в Туреччині; дрібні родов. бокситів відомі також в Ірані і Афганістані. Всі родов. — осадового типу.
Запаси міді складають понад 22 млн т. Бл. 50 % запасів міді укладено в родов. Ірану, Афганістану, Туреччини, Саудівської Аравії, Оману, Йорданії, Кіпру, Ізраїлю. Найважливіші в пром. відношенні мідно-порфірові родов. — в Ірані (Серчешме, Чахар-Гонбад та ін.) і Туреччині. Великими є також стратиформні родов. Афганістану (Айнак та ін.), Йорданії та Ізраїлю. Менш значні за запасами — колчеданні родов. Туреччини, Оману, Саудівської Аравії, Кіпру та Ірану (запаси металу — до 680 тис. т, вміст Cu — 0,5-3,75 %). Скарнові родов. Ірану і Афганістану і родов. жильного типу Ірану та Туреччини мають незначні запаси металу (близько 100 тис. т), але відрізняються високим вмістом міді. У металоносних мулах Червоного м. (родов. Атлантіс II) вміст Cu — 0,19-3,6 %.
Запаси свинцю в Зах. А. складають близько 7,9 млн т, цинку близько 26 млн т. Прогнозні запаси відповідно перевищують 10 і 15 млн т. Запаси свинцю та цинку, головним чином, зосереджені в Середземноморському геосинклінальному складчастому поясі, в межах Ірану. Цинк в значній кількості є в Саудівській Аравії, в меншій — в Іраку, Афганістані та Омані. Найважливіші в пром. відношенні гідротермально-метасоматичні і стратиформні родов. Ірану (Енгуран та ін.), а також колчеданно-поліметалічні і мідно-цинкові колчедані родов. Туреччини (Мургул, Лаханос та ін.), Ірану (Кушк, Чахміре та ін.), Саудівської Аравії (Нукра, Ель-Амар та ін.), Оману (Сухар, Раках та ін.), Афганістану (Шайда), в рудах яких присутні також срібло, золото, мідь, іноді кадмій. Жильні родов. Туреччини, Ірану, Іраку, Саудівської Аравії, як правило, характеризуються невеликими запасами свинцю і цинку при високих концентраціях їх в рудах (Pb — до 20 %, Zn — до 15 %). У родов. Атлантіс II в Червоному м. вміст цинку в мулах — від 0,9 до 9,8 %.
Запаси нікелю складають близько 250 тис. т, більша частина з них — 160 тис. т (1998) в Туреччині та в комплексних мідно-цеолітових та гідротермальних жильних родов. Ірану (Тальмесі, Мескані, Чахміре), менша — в магматичному мідно-нікелевому родов. Ваді-Куатан (Саудівська Аравія). Вміст нікелю в рудах варіює від 0,4 до 4 %.
Кобальт в кількості 35 тис. т при вмісті 0,27 % присутній лише в рудах мідно-колчеданного родов. Ергані (Туреччина).
Родов. вольфраму — монометалічні і вольфрам-молібденові відомі лише в Туреччині. Заг. Запаси — 77 тис. т, підтверджені — 50 тис.т (1998). Родов. скарнового і жильного типів. Найбільше з скарнових — Улудаг. Непромислові вияви вольфраму є в Ірані і Афганістані.
Загальні запаси молібдену невеликі і оцінюються в 432 тис. т, підтверджені — 172 тис. т (1998) при вмісті Мо в руді 0,03-0,2 %. Більша частина з них укладена в мідно-порфірових родов. Ірану (Серчешме та ін.), менша — в скарнових та жильних родов. Туреччини (Улудаг та ін.).
Родов. рідкісних металів (берилію, літію, танталу, ніобію, цезію та ін.) пегматитового типу поширені в Нурістані (Афганістан). У Саудівській Аравії відомі родов. ніобат-рідкісноземельних руд.
Стронцієві руди, представлені целестином, відомі в Афганістані (Кундуз), Ірані і Туреччині.
Запаси ртуті оцінюються в 12 тис. т (ресурси на 1998 — 23 тис.т). Всі вони укладені в родов. Зах. Туреччини (більше 50 родов.). Запаси ртуті на окремих родов. досягають 3 тис. т і більше при вмісті її в рудах 0,1-4,0 % та більше. Окремі дрібні родов. ртуті зі стибієм і арсеном відомі в Ірані; численні непромислові прояви ртуті встановлені в Афганістані.
Запаси стибію оцінюються в до 170 тис. т. Осн. кількість їх знаходиться в Туреччині (90 тис.т на 1998), де відомо більше 45 родов. стибію. Комплексні арсеново-стибієві та ртутно-арсено-стибієві родов. відомі також в Ірані (Зерешуран, Бахарлу, Патіар, Торкеман, Кухе-Сорх та ін.).
Підтверджені запаси золота оцінюються в 170 т (1998). У гідротермальних жильних родов. Саудівської Аравії (Махд-ед-Дахаб та ін.) знаходиться 72 т підрахованих запасів, Ірану (Гольпаєган, Муте та ін.) — 15 т, Афганістану — 18 т, Туреччини — 58 т. Запаси золота в жильних родов. досягають 70 т при вмісті — 4-27 г/т.
Самостійних родов. срібла в Зах. А. немає. Срібло присутнє в жильних комплексних поліметалічних родов. Саудівської Аравії, Ірану (вміст Ag — 8-450 г/т) та золото-срібних жильних родов. Саудівської Аравії, Туреччини і Афганістану (25-140 г/т); крім того, воно встановлене в колчеданно-поліметалічних родов. Саудівської Аравії, Ірану (20-2000 г/т), свинцево-цинкових гідротермально-метасоматичних родов. в карбонатних породах Ірану, Афганістану (45-1000 г/т), комплексних мідно-цеолітових родов. Ірану (8-24 г/т), скарнових родов. Ірану, Афганістану (25-2000 г/т), металоносних мулах Червоного м. — Атлантіс II (53 г/т).
Гірничохімічна сировина представлена в країнах Зах. А. фосфоритами, сіркою, калійними солями, кам'яною сіллю, баритом, флюоритом, боратами, сульфатом натрію, піритом. Запаси фосфоритів оцінюються в 2500 млн т. Вони укладені в осадових родов. Йорданії, Сирії, Туреччини, Іраку та Ізраїлю.
За запасами сірки регіон Зах. А. займає 1-е місце у світі — 373 млн т; Майже 99 % запасів сірки укладені в родов. Іраку (Мішрак, Лазага та ін.), її родов. відомі також в Афганістані, Туреччині, Ірані.
Основні запаси калійних солей пов'язані з Мертвим м. із загальними запасами в 600 млн т, підтвердженими — 42 млн т при вмісті K2O — 1,4 % (1998). Родов. калійних солей є також в Ірані (Міане, Семнан та ін.).
Родов. кам'яної солі (запаси перевищують 4,5 млрд т) відомі в Туреччині, Ємені, Саудівській Аравії, Ірані, Сирії, Афганістані та Йорданії.
Родов. сульфату натрію (запаси понад 10 млн т) відомі в Туреччині та Ірані, родов. флюориту (підтв. запаси бл. 7 млн т — 1998) — в Афганістані, Ірані, Туреччині і Саудівській Аравії, родов. піриту (запаси близько 0,7 млрд т) — в Саудівській Аравії, Туреччині і на Кіпрі.
Великі запаси боратів, зосереджені головним чином в Туреччині (родов. Бандирма, Емет, Кірка, Бігадіч та ін.), оцінюються в 1 млрд т при вмісті B2O3 в руді 15-50 %.
Значні в регіоні також запаси бариту — заг. запаси оцінюються в 21 млн т, підтв. — 6,8 млн т (1998) — г.ч. в Туреччині (Сілір та ін.), а також Ірані (Кередж), Афганістані (Сангілян) і Саудівської Аравії.
Нерудна індустріальна сировина. Надра Зах. А. багаті різноманітними видами індустріальної сировини. Значні запаси (90-і роки XX ст.): азбесту — 6 млн т (Туреччина, Афганістан, Іран, Кіпр), корунду — 9,2 млн т (Туреччина, Іран), магнезиту — 95 млн т (Туреччина, Афганістан, Саудівська Аравія, Іран, Ізраїль), каоліну — 40 млн т (Іран, Туреччина, Йорданія, Саудівська Аравія), перліту — 4,7 млрд т (Туреччина), алуніту — понад 1 млрд т (Іран, Туреччина). Крім того, є родов. бентоніту в Сирії, Туреччині, Ірані, Ізраїлі (запаси 2 млн т), діатоміту в Туреччині (130 млн т), вогнетривких доломітів в Ірані, Іраку, Афганістані (25 млн т), тальку в Афганістані, Туреччині, Саудівській Аравії (понад 10 млн т), сепіоліту в Туреччині (1,2 млн т), графіту в Туреччині і Афганістані, мусковіту в Афганістані, Ірані та Саудівській Аравії.
Нерудні буд. матеріали. Родов. буд. матеріалів представлені гіпсом — запаси понад 3 млрд т (Туреччина, Афганістан, Ємен, Йорданія, Іран), різноманітними глинами (Туреччина, Ізраїль, Іран, Ірак, Афганістан, Саудівська Аравія, Ємен), вапняками цементними і будівельними (Туреччина, Ізраїль, Іран, Ірак, Афганістан, Саудівська Аравія, Ємен, ОАЕ), кварцовим піском (Ізраїль, Іран, Туреччина, Афганістан, Саудівська Аравія та ін.), мармуром (Туреччина, Іран, Ємен та ін.).
Родовища коштовного та виробного каменю. У Ірані відомі родовища бірюзи Нішапур в районі Мешхетак і ін. На родовищах лазуриту скарнового типу Санг в Афганістані — найкращі у світі сорти цього виробного каменю. У Афганістані також є родовища рубінів, смарагдів, кунциту, сурми, кришталю, турмаліну, аквамарину, мармурового оніксу.

## Південна Азія
Південна Азія займає провідне положення у світі за запасами мусковіту, бариту, титану (рутилу, ільменіту), високоглиноземистих мінералів (кіаніту, силіманіту, андалузиту), піриту, берилу, графіту, залізних, марганцевих, хромових і алюмінієвих (бокситів) руд (1-5-е місця) та за запасами вугілля, азбесту, свинцево-цинкових і уранових руд (7-10-е місця). Країни Південної Азії мають також значні запаси нафти, природного газу, флюориту, фосфатної сировини, золота, мідних, нікелевих, вольфрамових руд (14-20-е місця) та інших корисних копалин.
Найбільше економічне значення в Південній Азії мають родовища корисних копалин, які пов'язані з докембрійськими комплексами фундаменту Індостанської платформи (залізо, марганець, мідь, свинець, цинк, мусковіт, графіт), а також родовища, приурочені до товщ осадового чохла і кори вивітрювання (нафта, газ, вугілля, боксити). Помітне місце займають к.к., приурочені до складчастих утворень Середземноморського геосинклінального поясу (хроміти, мідь) та до осадових товщ перед- та міжгірних прогинів (вугілля, кам'яна сіль, гіпс).
Енергетична сировина. Основні обсяги нафти і природного газу в Південній Азії виявлені і розвідані в 60-70-х рр. ХХ ст. У Пакистані, Індії та Бангладеш відомо понад 80 родов. Достовірні запаси нафти в цих родов. оцінюються в 623 млн т, а газу — 1450 трлн.м3 (1998). Найбільші нафтогазоносні басейни Південній Азії — Камбейський (Індія), Бенгальський (Індія і Бангладеш) і Пенджабський (Пакистан). Перспективні площі відомі на шельфі Аравійського моря і Бенгальської затоки. Потенційно перспективними вважаються також Кач-Катхіяварський та інші платформні прогини. Найбільші родовища: Анклешвар, Нахоркатья, Бомбей-Хан (Індія); Суі, Дхуліян, Марі, Сарі-Синг, Хунді (Пакистан); Тітас, Сілхет, Чатак, Хабігандж (Бангладеш).
Вугілля. Найважливішою для Південній Азії енергетичною сировиною є кам'яне вугілля. Запаси вугілля, що залягає на глибині до 120 м в пластах потужністю > 0,5 м, оцінюються понад 115 млрд т; запаси вугілля на глибині до 600 м в пластах потужністю >1,2 м оцінюються до 90 млрд т. Переважна частина запасів припадає на антрацити та кам'яне вугілля, яке належить до верхньопалеозойських і нижньомезозойських (гондванських) відкладів. Коксівне та напівкоксівне вугілля є тільки в Індії. Значні запаси енергетичного кам'яного вугілля розвідані в Бангладеш (1,65 млрд т) і Пакистані (1,96 млрд т). У Бангладеш, в районі Джамалгандж, поблизу кордону з Індією, виявлені пласти кам'яного вугілля в пермських відкладах на глибині >900 м. Індія має значні запасами лігнітів та бурого вугілля, що використовується як енергетична сировина. Буре вугілля в палеогенових відкладах відоме також в Бангладеш (3 млн т). Родов. торфу є в Бангладеш (родов. Чанда-Банхіла та Кола-Муза,1 млрд т), та в Шрі-Ланці (50 млн т).
Уранові руди в значних обсягах відомі тільки в Індії (заг. запаси 76,33 тис.т, ресурси 108,1 тис.т — на 1998 р). Переважна частина розвіданих запасів зосереджена в Сингхбхумській зоні зминання, де ведеться видобуток на копальнях родов. Джадугуда. Гідротермальна уранова мінералізація належить до зони дроблення в докембрійських метаморфічних породах і асоціює з мідним зруденінням. Руди родов. Сингхбхумської зони бідні (0,07 % U3O8), частково комплексні мідно-уранові. Невеликі родов. урану відомі в Пакистані і Бангладеш.
Руди чорних металів. Країни Півд. А. мають великі заг. запаси зал. руд (понад 13,5 млрд т), підтверджені запаси — понад 7 млрд т, основна частина яких зосереджена у високоякісних гематитових залізистих кварцитах докембрію Індії, менша — в бідніших магнетитових кварцитах, які легко збагачуються. Найбільші родовища гематитових руд в Індії — Кудремукх, Гоа, Байладила. Родов. високоякісних скарнових магнетитових та гематит-магнетитових руд відомі в Пакистані (Даммер-Ніссар та ін.), там же — велике родов. бідних осадових та латеритних зал. руд (Калабаг-Макервал). Дрібні родов. осадових і латеритних зал. руд виявлені у Непалі та Шрі-Ланці.
Марганцеві руди в значних кількостях здавна добуваються в Індії заг.запаси 176, а підтверджені — 105 млн т — 1998), де докембрійські марганцевисті метаморфічні породи (гондити) в зоні вивітрювання збагачені оксидами марганцю. Невеликі родов. вулканогенних (Ласбела та ін.) і осадових (Абботтабад) марганцевих руд розробляються в Пакистані.
Більша частина запасів хромових руд зосереджена в Індії заг.запаси 135, а підтверджені — 85,6 млн т — 1998), причому 90 % — в шт. Орісса. Великі родов. високоякіс. хромових руд, запаси яких оцінюються в 3 млн т, розробляються в Пакистані, в районі Хіндубаг (Малакінді).
Головна маса титанових руд знаходиться в прибережно-мор. ільменіт-рутил-монацит-цирконових розсипах Півд. А. Великі розсипи відомі в Індії (шт. Керала і Тамілнаду) і в Шрі-Ланці. Запаси ільменіту і рутилу оцінюються в Шрі-Ланці в 1,7 і 0,3 млн т відповідно (90-і рр. XX ст.). Невеликі родов. титаномагнетитових ванадієвих руд є в Індії в Сингхбхумської зоні зминання (шт. Біхар).
Руди кольорових металів. В країнах Півд. А. зосереджені великі запаси алюмінієвих руд. Родов. належать до латеритного типу і в основному розташовуються в районах сх. узбережжя Індії (шт. Орісса і Андхра-Прадеш). Переважають ґібситові руди із вмістом глинозему від 40 до 65 % і з низькими концентраціями кремнезему (1,1-4,4 %), титану (1-7 %) і заліза (4-11 %). Латеритні родов. бокситів розробляються також в Пакистані (Равалпінді, Кветта).
Півд. А. має значні запаси берилію. Родов. берилу в пегматитах відомі в Пакистані, Непалі і Шрі-Ланці, але найбільші знаходяться в слюдоносних пегматитових поясах Індії (шт. Біхар і Раджастхан).
Мідні руди в Півд. А. є в обмежених кількостях. Більша частина запасів (46 %) міді Індії зосереджена в родов. Сингхбхумського мідного поясу (Мосабоні, Ракха, Сурда і ін.), де гідротермальне орудніння локалізується в зоні зминання, і поясу Кхетрі (24 % запасів), родов. якого представлені пластовими тілами мідистих пісковиків. Велике мідно-порфирове родов. Саїндак з високою концентрацією золота і молібдену виявлене в Пакистані (Белуджистан), запаси якого оцінюються в 250 млн т руди; вміст Cu — 0,5 %. Дрібні родов. руд міді відомі в Непалі (Бхат-Кхола) і Шрі-Ланці (Серувіла).
Силікатні нікелеві руди, пов'язані з корою вивітрювання на гіпербазитах, є в Індії (шт. Орісса) і Пакистані (район Кветти). Попутним компонентом в цих рудах є кобальт.
Великими запасами свинцю і цинку серед країн Півд. А. володіє тільки Індія, де 80 % запасів сконцентровані в стратиформних родов. в докембрійських карбонатних породах рудного району Завар в шт. Раджастхан. Багаті свинцево-срібні руди є в Пакистані, в районе Сват. Багаточисл. дрібні гідротермальні родов. свинцю і цинку відомі в Непалі (Манджхіт-Кхола, Гунеш-Хімал). У країнах Півд. А. відомі поодинокі невеликі родов. руд вольфраму (Індія) і стибію (Пакистан). Запаси руд золота обмежені. Великі кварцово-жильні родов. (Колар, Хутті) є в Індії, дрібні родов. золота — в Пакистані (Нушкі) і Непалі (розсип Колі-Гундукі).
Гірничохім. сировина. У Півд. А. зосереджено близько 10 % загальних запасів (близько 40 млн т) бариту Азії. Великі родов. бариту є в Індії і Пакистані. У Пакистані знаходяться великі родов. галіту (Соляний кряж). У Непалі і Індії є родов. піриту (понад 82 млн т). В Індії розробляються родов. флюориту Амба-Донгар і Мандо-Сіпал. Числ. родов. фосфатної сировини відомі в Індії, невеликі — в Непалі (Дхаран) і Пакистані (Хабібулах). У Сингхбхумській зоні зминання (Індія) розташовані також дрібні родов. апатиту. Великі його поклади розвідані в Еппавала (Шрі-Ланка).
Нерудна індустріальна сировина. Значні запаси хризотил-азбесту має тільки Індія. Найбільші родовища знаходяться в районах Кудапа (шт. Андхра-Прадеш); дрібні родов. тремоліт-азбесту відомі в шт. Біхар (Бара-Бана) і Карнатака (Каббур і Конур). Невеликі родов. вермікуліту є в Індії. Великі запаси гіпсу розвідані в Пакистані (Сулейманові гори). За запасами графіту одне з перших місць у світі займають Шрі-Ланка (20 млн т) і Індія. У Шрі-Ланці жили кристаліч. графіту, що залягають в докембрійських метаморфіч. породах, групуються в 14 жильних зон, дуже багатих вуглецем (понад 99 %). Найбільші родовища — Кахатагаха-Колонгаха, Богала, Рагедара, Рангала (розробляються з 1821). Родов. кіаніту та ін. глиноземних мінералів (силіманіту, андалузиту, корунду) відомі в Індії, в тому числі одне з найнайбільших у світі родов. масивного кіаніту — Лапса-Буру і унікальне родов. силіманіту — Сонапахар. Великі родов. магнезиту є на півн. Індії (район Алмора) і в Непалі (Кхариджунга). В Півд. А. є значні запаси мусковіту. Він знаходиться в пегматитах Індії, пов'язаних з трьома гол. слюдоносними поясами в шт. Біхар (пояс Біхар), Раджастхан і Андхра-Прадеш (пояс Неллуру); невеликі родов. мусковіту є в Непалі і Шрі-Ланці. Багаточисл. дрібні родов. тальку і флогопіту відомі в Індії, Непалі і Шрі-Ланці.
Нерудні буд. матеріали. Їх родов. є у всіх країнах Півд. А. Це головним чином родов. глин, кварцових і буд. пісків, буд. каменю, доломіту, вапняків і мармурів. У Шрі-Ланці добувають ракушняки.
Дорогоцінне і виробне каміння. Алмази відомі тільки в Індії (район Панна та ін.). У розсипах зосереджені осн. запаси інш. дорогоцінних і виробних каменів, що добуваються в Індії і Шрі-Ланці — смарагдів, аквамаринів, сапфірів, рубінів, місячного каменя (польового шпату), ґранатів, аметисту, агатів.

## Південно-Східна Азія
Займає 1-е місце у світі за запасами олова (більше 50 %), має значні запаси нікелю, кобальту, вольфраму, міді, сурми, бариту, флюориту, а також нафти, газу, бокситів, хромітов та ін.
Енергетич. сировина. Пошуково-розвідувальні роботи на нафту і газ в регіоні ведуться з 60-х рр. XIX ст. З 1954 почато пошуково-розвідувальні роботи на континентальному шельфі регіону. За даними на поч. 90-х років XX ст., достовірні запаси нафти
Півд.-Сх. А. складають близько 2000 млн т (2,6 % загальносвітових), запаси природного газу — 3000 млрд м³ (4,6 %). Осн. родов. нафти і газу пов'язані з кайнозойськими крайовими і внутрішньоскладчастими прогинами і частково пов'язані з прогинами і западинами геосинкліналей (Філіппіни). Встановлено 36 перспективних басейнів, 25 з яких — у Індонезії. Осн. нафтогазоносні бас. — в Півн.-Суматринському, Півн.-Яванському (Індонезія), Саравакському (Бруней) і Зах.-Палаванському (Філіппіни) крайових прогинах. Нафтове родовище-гігант — Мінас, великі — Серіа і Півд-Зах. Ампа.
Запаси кам. і бурого вугілля Півд.-Сх. А. складають близько 36 млрд т(1998). Понад 85 % запасів припадає на В'єтнам та Індонезію. Осн. вугільні родов. В'єтнаму розташовані біля Ханоя і пов'язані з мезозойськими відкладами (Куангнінський бас.), в Індонезії — в бас. Зах. і Півд. Суматри, Сх. Калімантану, де вони приурочені до палеогенових і неогенових відкладів.
Руди чорних металів. Підтв. запаси зал. руд складають понад 1300 млн т. Найпоширеніші скарнові родов. — Панпе (Бірма), Тхатькхе (В'єтнам), Ертсберґ (Індонезія), Ларап, Сібугей, Маті (Філіппіни), Фуньйон, Фалек (Лаос), Пномдек (Камбоджа) і ін. Родов. за розмірами незначні. Велику цінність представляють залізисті піски (Філіппіни, Індонезія), що асоціюються з осадовими комплексами прибережних і підводних терас (о-ви Півн. Лусон, Лейте, Ява та ін.). Великі запаси зал. руд укладені в родов. залізистих латеритів (Індонезія, Філіппіни), пов'язаних з кайнозойськими корами вивітрювання.
Загальні запаси марганцевих руд складають близько 23 млн т, підтв. — 14 млн т (1998). Вони знаходяться у Індонезії, Таїланді і на Філіппінах. Марганцеві руди представлені піролюзитом, вадом, браунітом. Залягають в туфах або вулканіч. брекчіях ранньо- або середньоміоценового віку. Найбільше родов. — Карангнунгал (Індонезія).
Запаси хромових руд складають понад 36 млн т, ресурси — 127 млн т (1998). Руди представлені хромшпінелідами і різними домішками ільменіту та магнетиту. Найбільші родовища — Масинлок і Акохе (Філіппіни). Є родов. хромітів у В'єтнамі.
Руди кольорових металів. Алюмінієві руди Півд.-Сх. А. представлені в основному бокситами, запаси яких складають близько 1,7 млрд т (1998). Родов. бокситів приурочені головним чином до кайнозойських кір вивітрювання і є в Індонезії, на Філіппінах і в Малайзії. Відомі боксити у В'єтнамі і Кампучії.
Запаси міді в Півд.-Сх. А. складають понад 33 500 тис. т. На долю Індонезії та Філіппін припадає бл. 90 % доведених запасів міді, які зосереджені в родов. мідно-порфірового типу, що пов'язані з еоцен-олігоценовими і міоцен-пліоценовими інтрузіями діоритів, кварцових діоритів, діоритових порфірів і андезитів; найбільші родов. — Атлас, Сіпалай, Тавітаві та ін. Значні родов. міді відомі також в Малайзії, М'янмі і Таїланді.
Півд.-Сх. А. бідна на родов. свинцю (загальні запаси на 90-і рр. ХХ ст. — 1400 тис. т) і цинку (понад 3 млн т). Понад 95 % запасів свинцю припадає на М'янму, близько 70 % цинку зосереджено в Таїланді. Найбільші родовища — Бодуін (свинець, цинк, мідь, срібло) в М'янмі, Паденг (цинк) в Таїланді, Тьод'єн (свинець, цинк) у В'єтнамі.
Запаси нікелю становлять близько 6 млн т. 78 % з них — в Індонезії. Родов. приурочені до латеритної кори вивітрювання ультраосновних і основних інтрузивних порід. Найбільші родовища розташовані на о. Сулавесі. Родов. нікелю також відомі на Філіппінах.
Запаси кобальту становлять бл. 500 тис. т. 60 % з них — в Індонезії. Родов. кобальту приурочені до латеритних кір вивітрювання і асоціюють з латеритними родов. нікелю і заліза. Аналогічні родов. відомі на Філіппінах.
Запаси вольфраму становлять бл. 80 тис. т(на 90-і рр. ХХ ст.). Майже 50 % запасів зосереджені у М'янмі. Числ. невеликі родов. вольфраму відомі в Таїланді, а також в Малайзії. Вони, як правило, комплексні олово-вольфрамові.
Запаси олова в Півд-Сх. А. складають понад 2,5 млн т (1998). 3-є місце у світі за підтв. запасами займає Малайзія (після Китаю і Бразилії), в першій 7-ці йдуть також Індонезія і Таїланд. Відомі родов. олова у М'янмі, В'єтнамі і Лаосі. Майже всі запаси укладені в розсипах. Найважливіші — розсипи алювіального, делювіального і елювіального типів. Широко розвинені в межах унікального по насиченості оловом Бірмано-Малайського поясу гранітоїдів.
У Півд.-Сх. А. є також родов. руд танталу і ніобію, пов'язані з оловоносними розсипами ртуті, стибію, золота, срібла. Велике родов. ртуті є на о. Палаван (запаси 7 тис. т). Є вияви ртуті у М'янмі і В'єтнамі. Запаси стибію становлять бл. 500 тис. т (1998); б.ч. з них (450 тис.т) зосереджена на зах. Таїланду, де вони утворюють смугу довж. 150 км і шир. 200 км. Невеликі родов. стибію відомі у М'янмі, В'єтнамі, Малайзії.
Осн. родов. золота Півд.-Сх. А. знаходяться в Індонезії (підтв. запаси 2400 т) і на Філіппінах (1100 т) — все на 1998. Найпоширеніші приповерхневі золото-срібні, скарнові і алювіальні родов. Золото вилучається також як побічний продукт при видобутку мідних руд. Самостійних родов. срібла немає. Осн. к-ть срібла одержують при розробці родов. золото-срібних і поліметаліч. руд (Індонезія, Філіппіни, М'янма).
Гірничохім. сировина представлена головним чином апатитом і флюоритом. Запаси апатитів зосереджені у В'єтнамі (в районі м. Лаокай), флюориту — в Таїланді. Родов. калійних солей є в Таїланді і в Лаосі. Відомі родов. сірки і піриту в Індонезії, на Філіппінах, в Таїланді.
Нерудна індустріальна сировина в Півд.-Сх. А. поширена слабко. Є окр. незначні родов. і вияви азбесту, бариту, графіту, п'єзокварцу та ін. к.к.